# Magyargoroszlói emlékmű
A magyargoroszlói emlékmű műemlékké nyilvánított szobor Romániában, Szilágy megyében. A romániai műemlékek jegyzékében az SJ-III-m-B-05155 sorszámon szerepel.

## Története
Az emlékművet az 1601. augusztus 3-i goroszlói csata tiszteletére emelték, amelyben Vitéz Mihály fejedelem csapatai legyőzték Báthory Zsigmondot.